# Max Linder
Max Linder, właśc. Gabriel-Maximilien Leuvielle, (ur. 16 grudnia 1883, zm. 31 października 1925), francuski aktor i reżyser, jeden z pionierów kina, niezwykle popularny w USA, święcący największe triumfy w latach poprzedzających I wojnę światową.
Charles Chaplin nazywał go swoim mistrzem. Jednak komiczna postać Maxa była przeciwieństwem późniejszej postaci Charliego. Lowelas i modniś Max paradujący na ekranie z wąsikiem, w cylindrze i eleganckim ubraniu z laseczką w dłoni zdobył przychylność mieszczańskiej widowni nienagannością manier i lekkością dowcipu. Nie ma tu miejsca na późniejsze, słynne chaplinowskie gagi polegające często na kopaniu w tyłek.
Max Linder pozafilmowo dawał na całym świecie recitale, m.in. w warszawskiej Filharmonii (1914). Zdążył wtedy nawiązać romans z polską tancerką-mężatką (był skandal łącznie ze strzelaniem). I wojna światowa, w czasie której walczył na froncie i był ranny, przerwała pasmo sukcesów.
Ostatni film nakręcił w 1924; popadł w depresję, co skończyło się wspólnym z żoną samobójstwem w jednym z paryskich hoteli.

## Filmografia
Jako reżyser
- 1924: 	Król cyrku (Der Zirkuskönig)
- 1922: 	Trzej muszkieterowie (The Three Must-Get-Theres)
- 1921: 	Bądź moją żoną (Be My Wife)
- 1921: 	Siedem lat nieszczęść (Seven Years Bad Luck)
- 1917: 	Max przybywa do Ameryki (Max Comes Across)
- 1914: 	N'embrassez pas votre bonne
- 1913: 	Max toréador
- 1912: 	Amour tenace

Jako scenarzysta
- 1963: 	Znowu Max Linder (En compagnie de Max Linder)
- 1924: 	Au secours !
- 1924: 	Król cyrku (Der Zirkuskönig)
- 1924: 	Nawiedzony dom (Au secours !)
- 1922: 	Trzej muszkieterowie (The Three Must-Get-Theres)
- 1921: 	Siedem lat nieszczęść (Seven Years Bad Luck)
- 1919: 	Mała kawiarenka (Le petit café)
- 1914: 	N'embrassez pas votre bonne
- 1913: 	Max toréador

Jako aktor
- 1963: 	Znowu Max Linder (En compagnie de Max Linder)
- 1924: 	Au secours! jako Max
- 1924: 	Król cyrku (Der Zirkuskönig) jako Max
- 1924: 	Nawiedzony dom (Au secours!) jako Max
- 1922: 	Trzej muszkieterowie (The Three Must-Get-Theres); jako Dart-In-Again
- 1921: 	Siedem lat nieszczęść (Seven Years Bad Luck) jako Max
- 1921: 	Bądź moją żoną (Be My Wife) jako The Fiancé
- 1919: 	Mała kawiarenka (Le petit café) jako Max
- 1917: 	Max przybywa do ameryki (Max Comes Across) jako Max
- 1916: 	Max szpiegiem (Max et l'espion) jako Max
- 1915: 	Chory na miłość (Max Is Love Sick) jako Max
- 1914: 	N'embrassez pas votre bonne
- 1914: 	Zazdrość (Max et le mari jaloux) jako Max
- 1913: 	Max toréador jako Max
- 1912: 	Amour tenace
- 1908: 	Mon pantalon est décousu
- 1908: 	Repos impossible
- 1907: 	La vie de Polichinelle jako Poliszynel / Arlekin
- 1907: 	Domestique hypnotiseur
- 1907: 	At the Music Hall
- 1907: 	Une mauvaise vie
- 1907: 	Sganarelle
- 1906: 	Le pendu
- 1906: 	Lèvres collées
- 1906: 	Le premier cigare d'un collégien
- 1906: 	Cross Country
- 1906: 	La rencontre imprévue
- 1906: 	Les Contrebandiers
- 1906: 	C'est papa qui prend la purge jako kochanek na ulicy
- 1906: 	Trucizna (Le Poison)
- 1905: 	Dix femmes pour un mari
- 1905: 	La première sortie d'un collégien

Jako producent
- 1921: 	Bądź moją żoną (Be My Wife)
- 1921: 	Siedem lat nieszczęść (Seven Years Bad Luck)